# 北九龍裁判法院

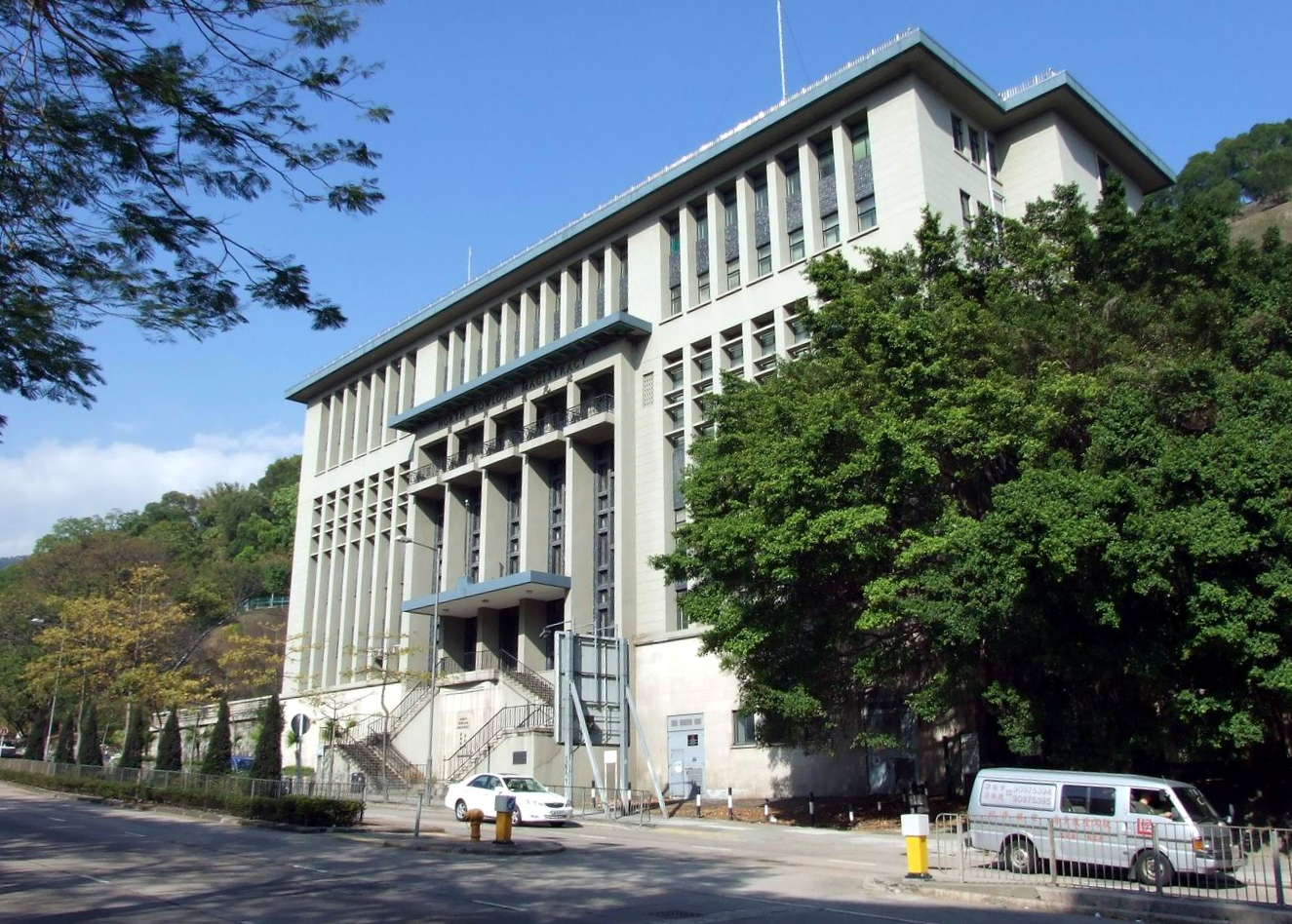
北九龍裁判法院舊址

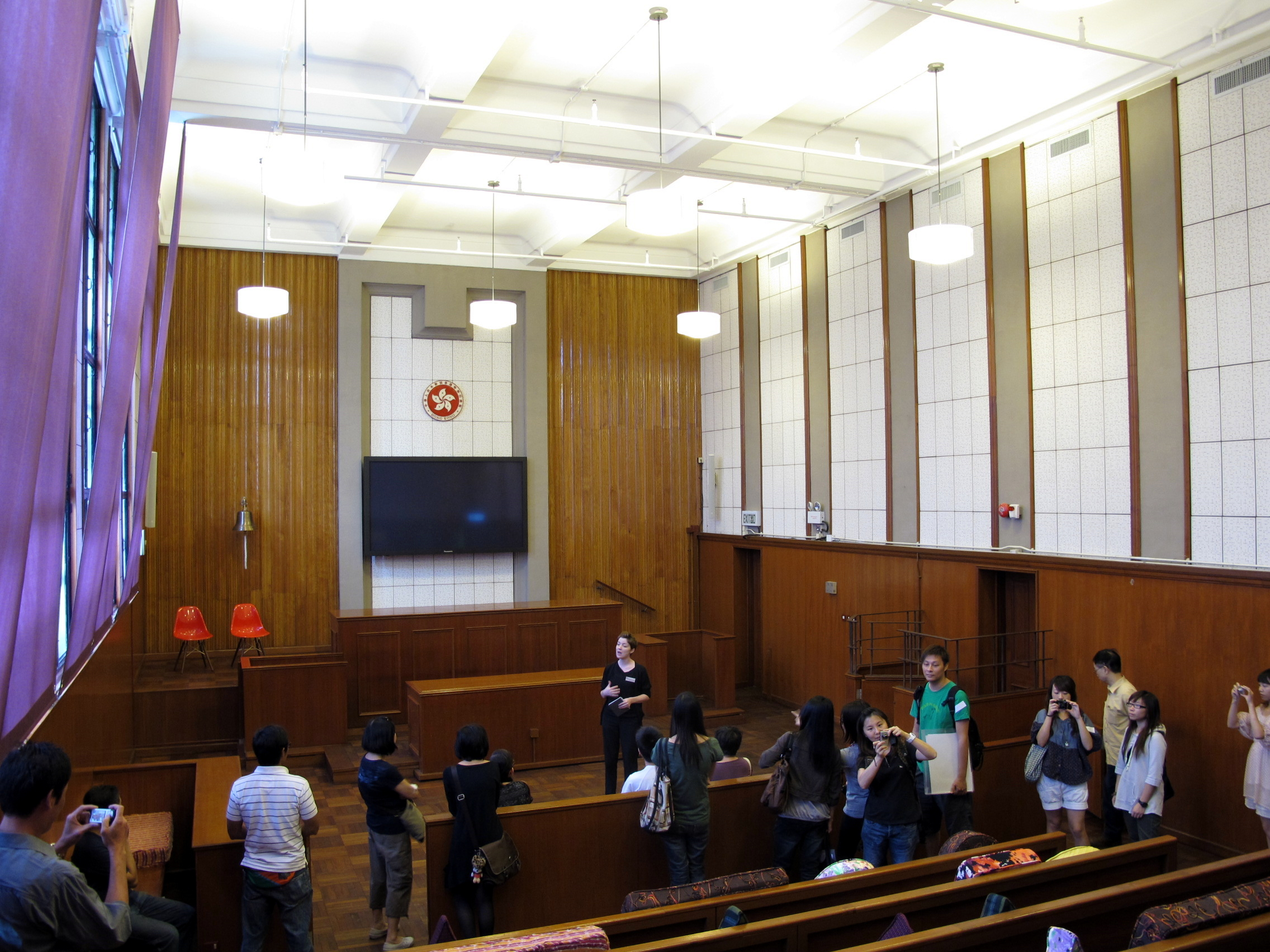
法院內的第一法庭

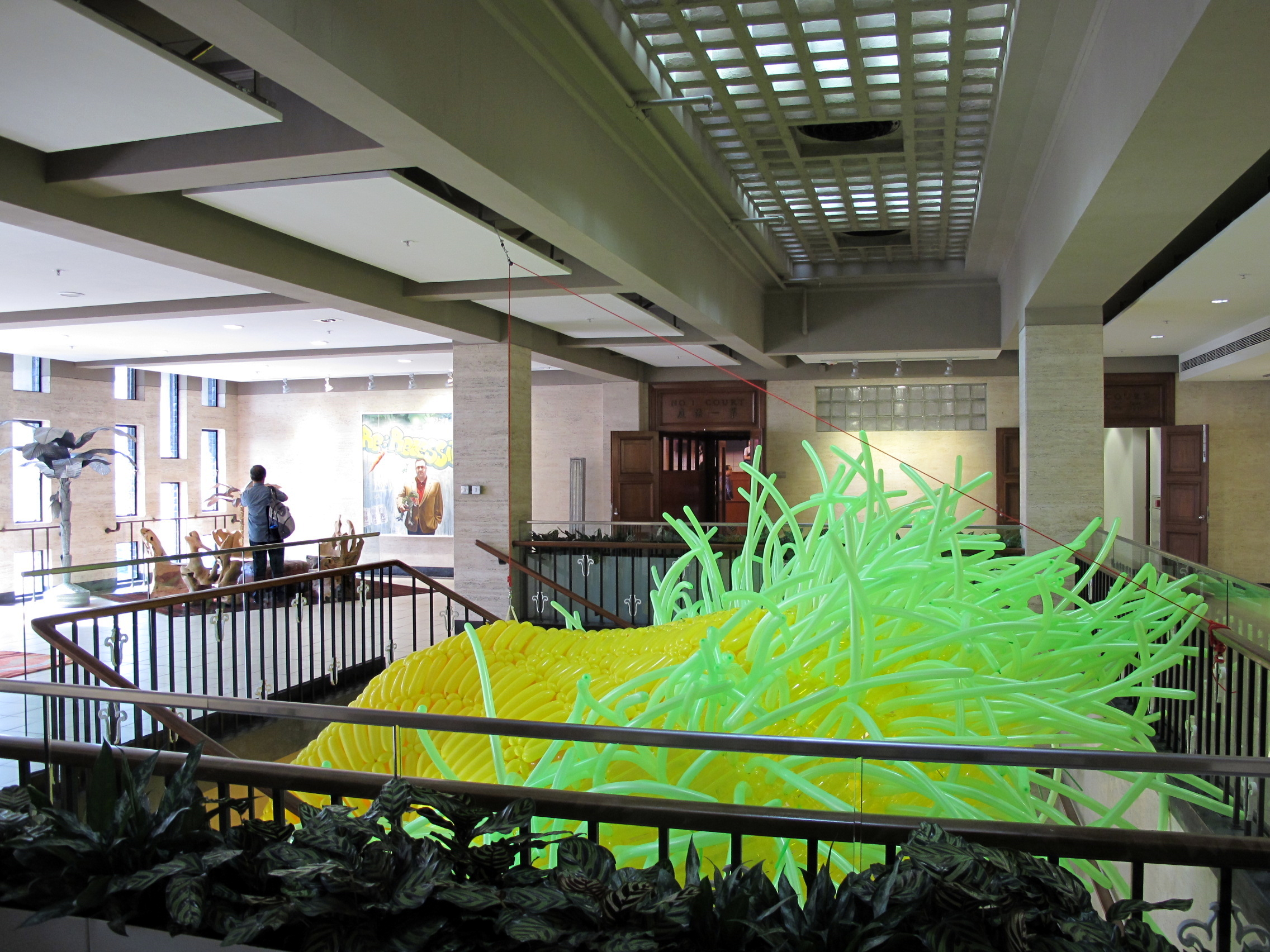
法庭大堂

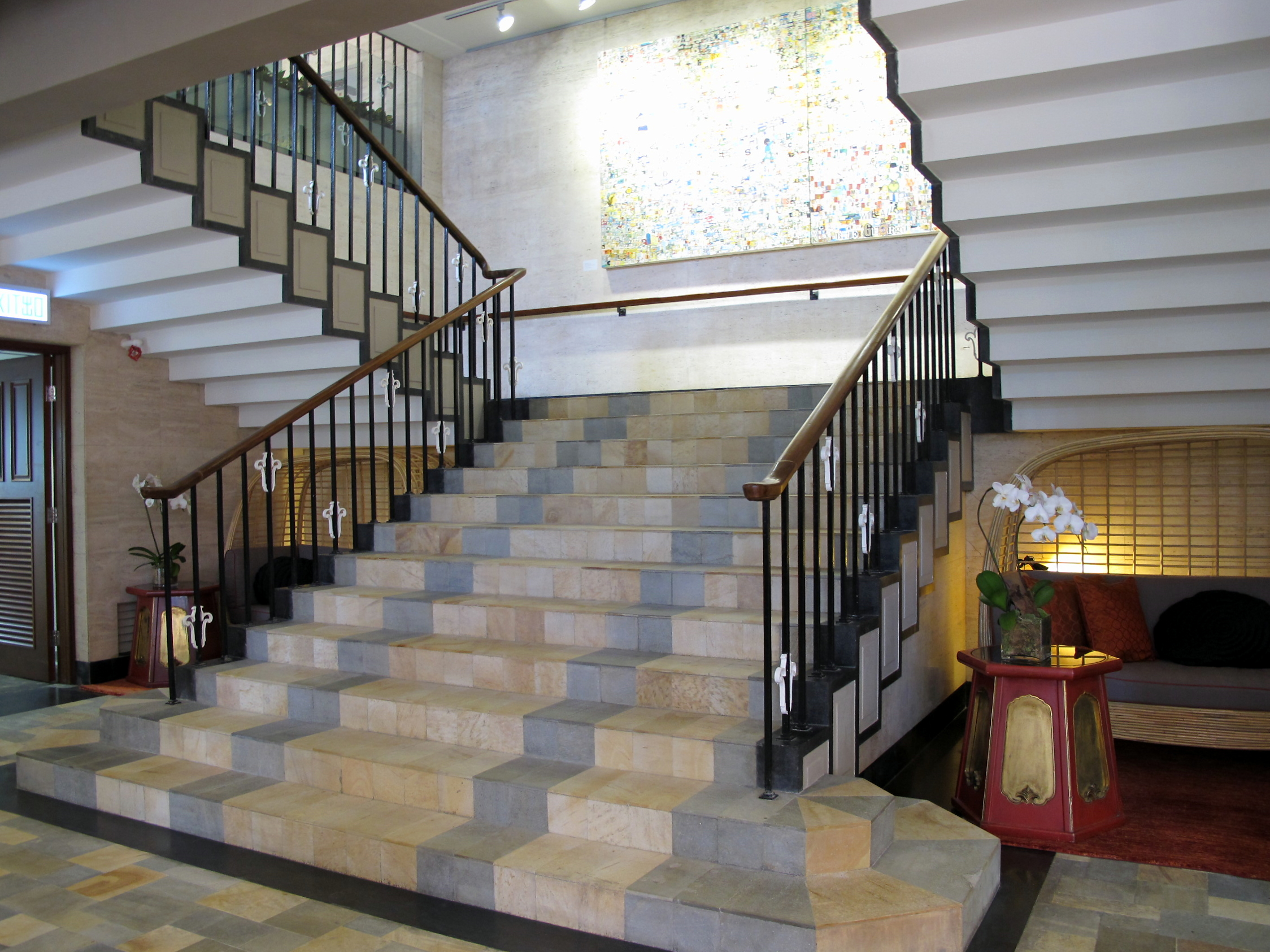
北九龍裁判法院內的樓梯

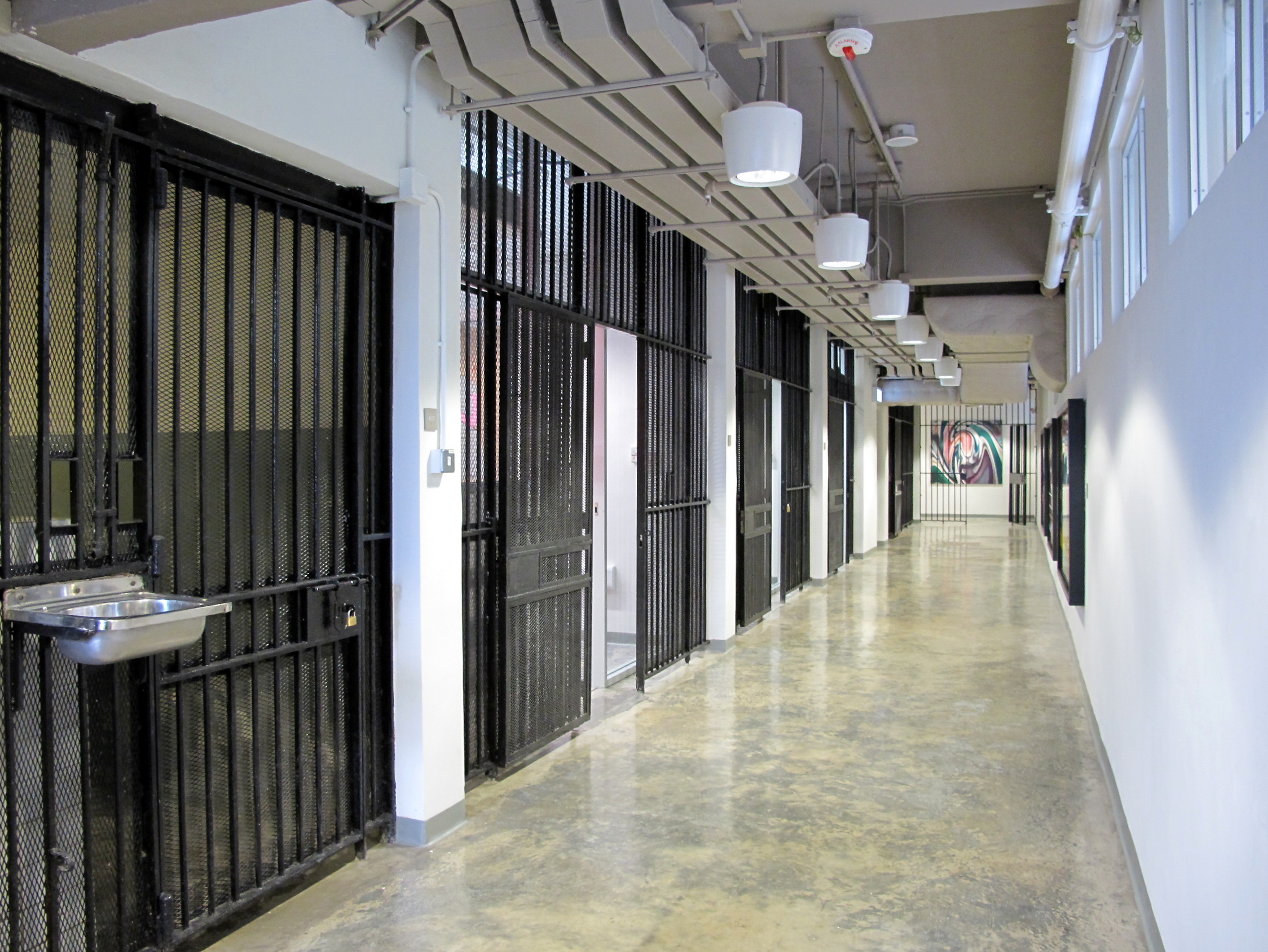
法院內的監房

北九龍裁判法院（英語：North Kowloon Magistrates' Courts；案号代码NK）是香港一所已經停止運作的裁判法院（1960年—2005年1月3日），位於九龍石硤尾大埔道，毗鄰石硤尾邨美荷樓。法院大樓曾是薩凡納藝術設計大學（香港分校），2020年6月1日停辦，但已經列入第六期活化項目。

## 建築
法院屬西方新古典式多層建築，樓高7層。外牆以灰色為主，飾以藍色塗漆，石柱和樓梯均有雕飾。大樓的設計上最大特色是門外兩條組成六角形的樓梯，北九龍裁判法院面積達7,530平方米，是活化歷史建築伙伴計劃內面積最大一座建築，設施也最完善，符合建築物條例。

## 歷史
法院大樓於1960年建成，是為了分流南九龍裁判法院的工作量而建成，並且於1982年試行香港首個交通法庭。法院於2005年1月3日關閉，運作了逾44年，關閉前共設有10個法庭。
由於法庭正門有一雙組成六角形的樓梯，所以香港有不少電影和電視劇的法院場面會在此地拍攝，以營造訴訟雙方相遇的戲劇化場景。

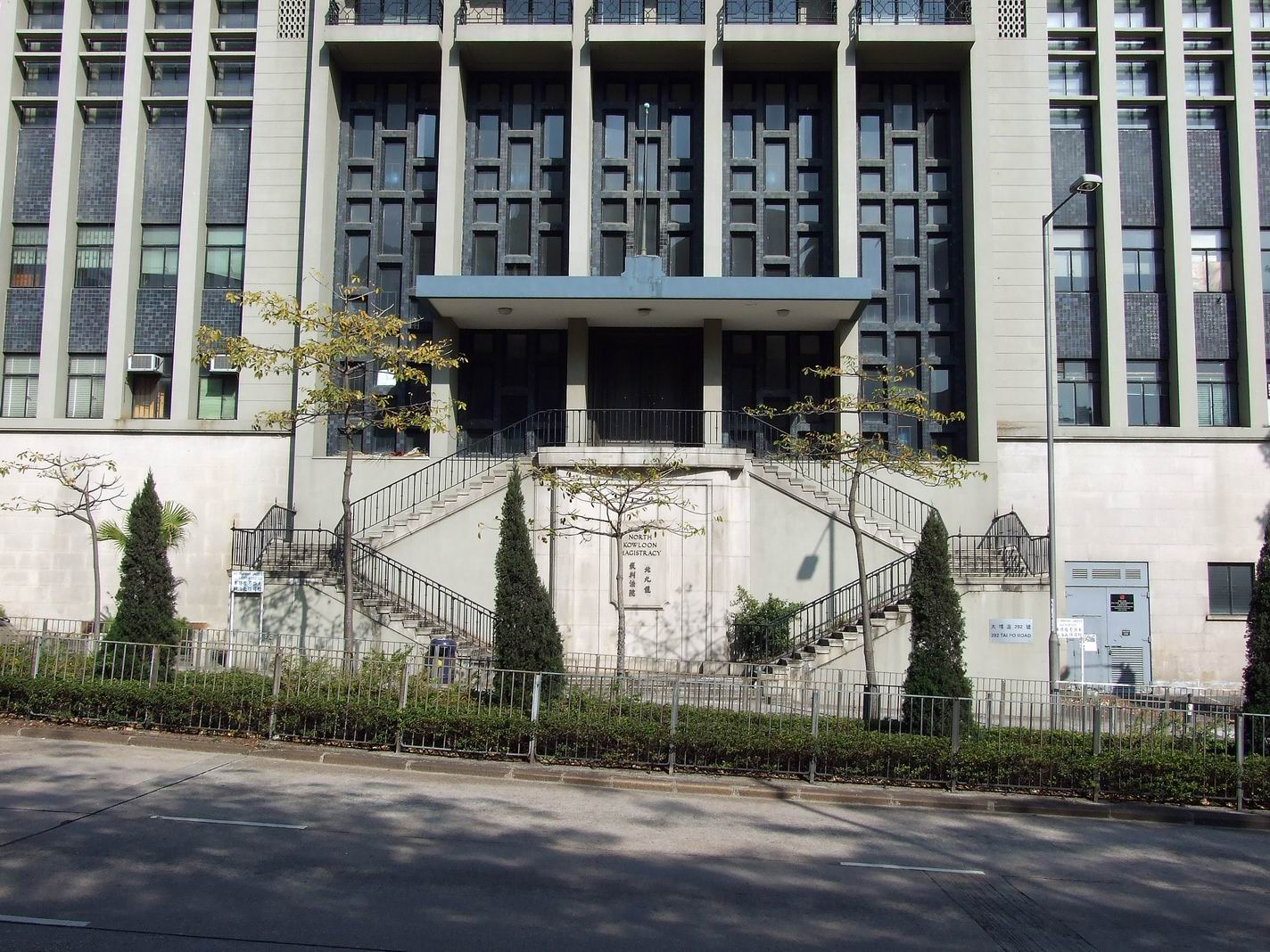
法院正門及組成六角形的樓梯
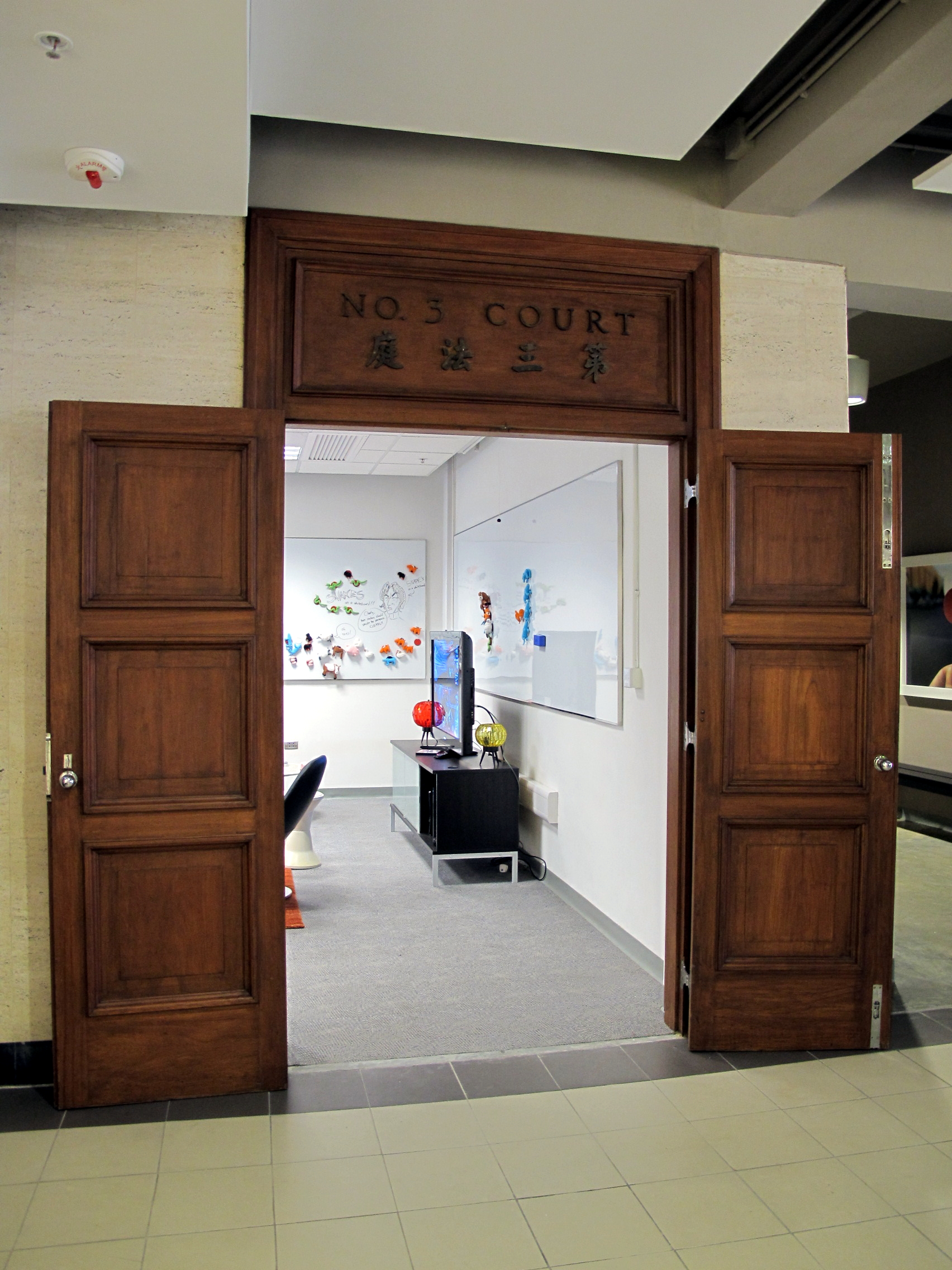
法院第三法庭門口
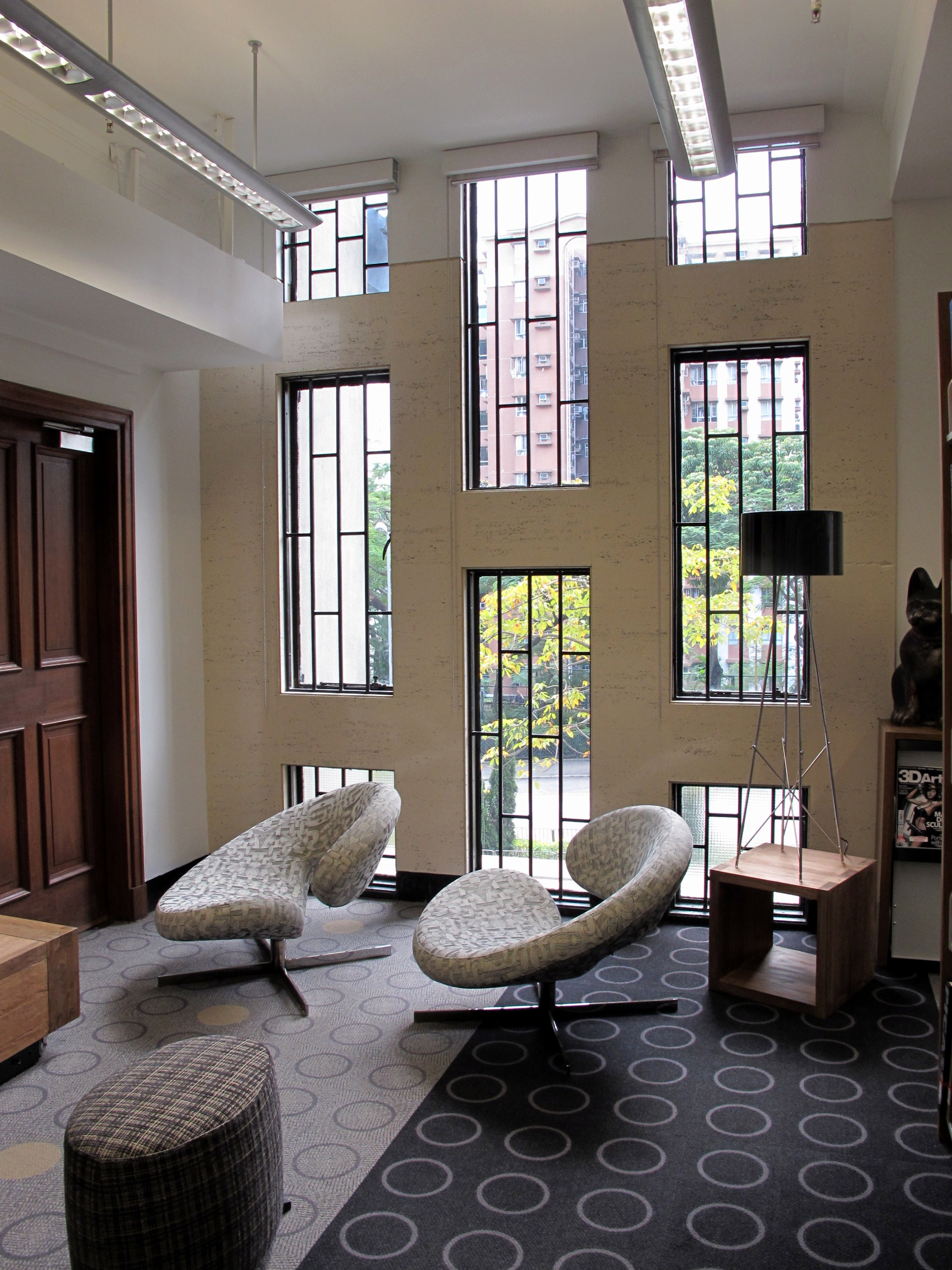
法院窗框設計
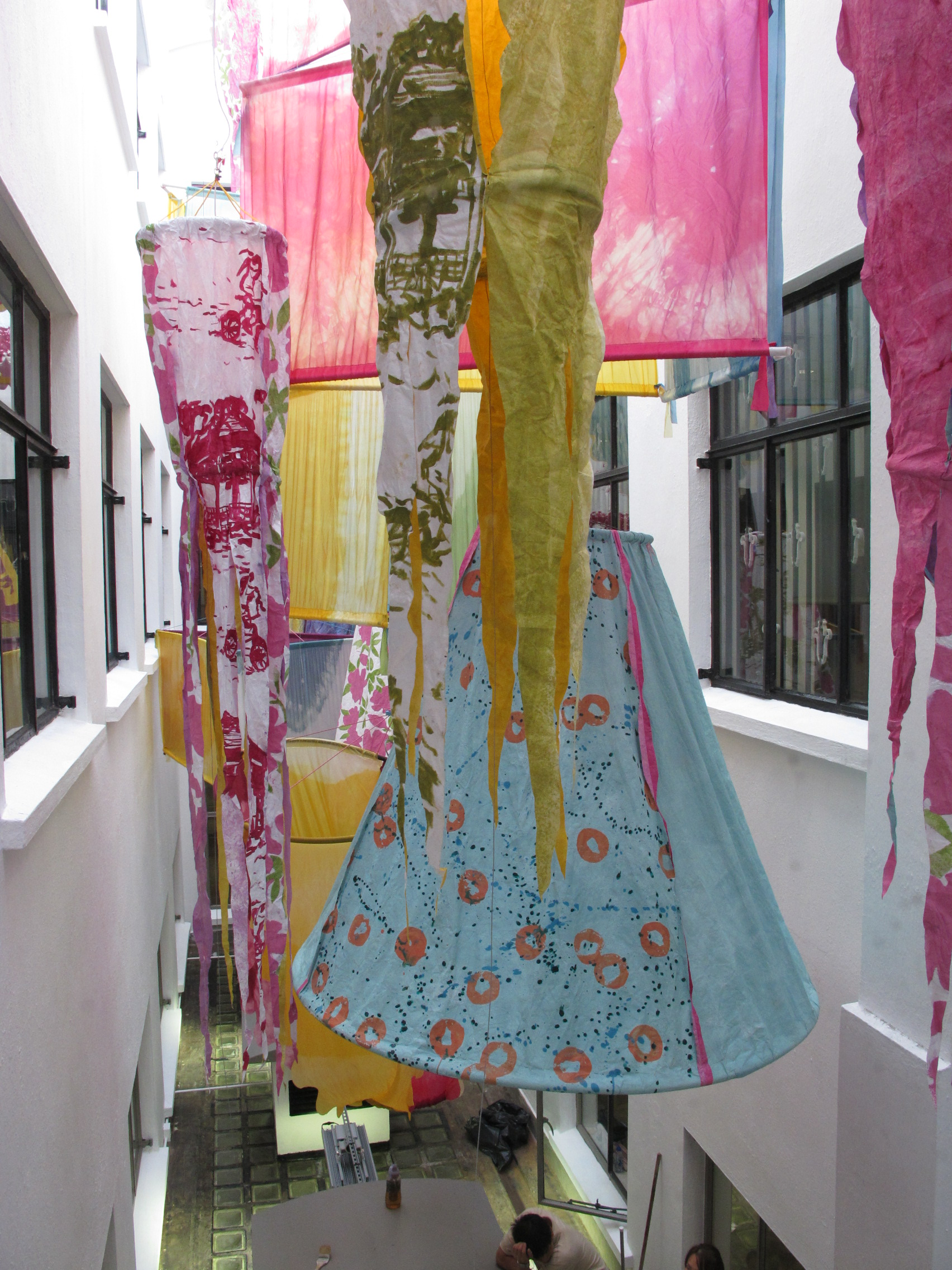
法院內的天井

## 保育發展
法院關閉後，有報道指出香港政府會將法院大樓宣佈為香港法定古蹟，惜一直未有成事。2007年，政府建議將大樓改為香港考試及評核局總部，但是深水埗區議會不支持此提議，反而建議更改興建為法律歷史博物館。至2008年，首批成為活化歷史建築伙伴計劃下的7幢建築物之一。2009年2月17日，政府宣佈北九龍裁判法院由美國薩凡納藝術設計學院獲得營辦權，開設香港學院，提供1,500個專上學位，亦會將法院建設成為亞洲數碼媒體主要研習中心。學院以1.5億元活化建築，校舍在2010年9月啟用。香港薩凡納設計大學(SCAD)於2020年宣告6月1日停辦。

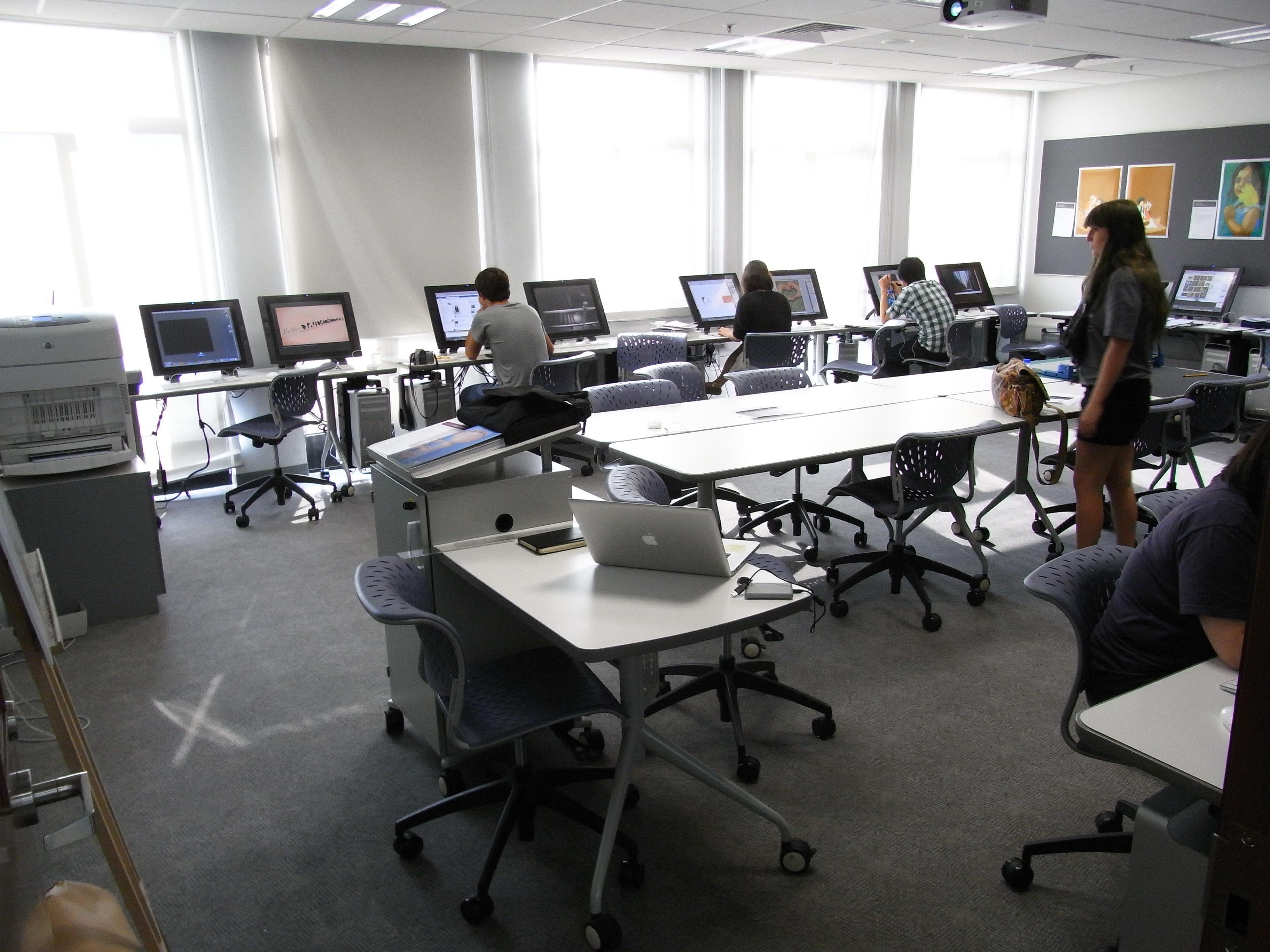
電腦室
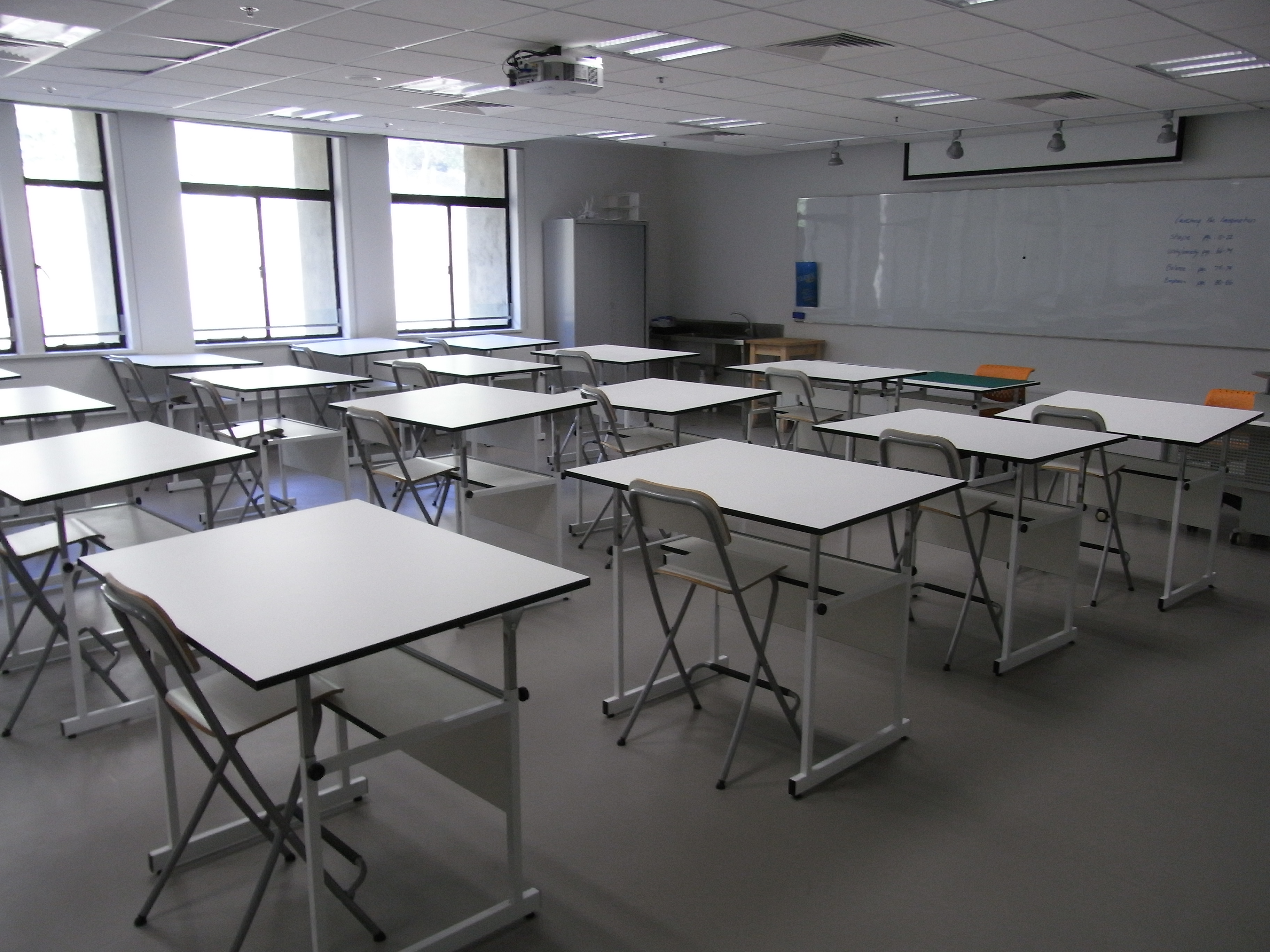
課室
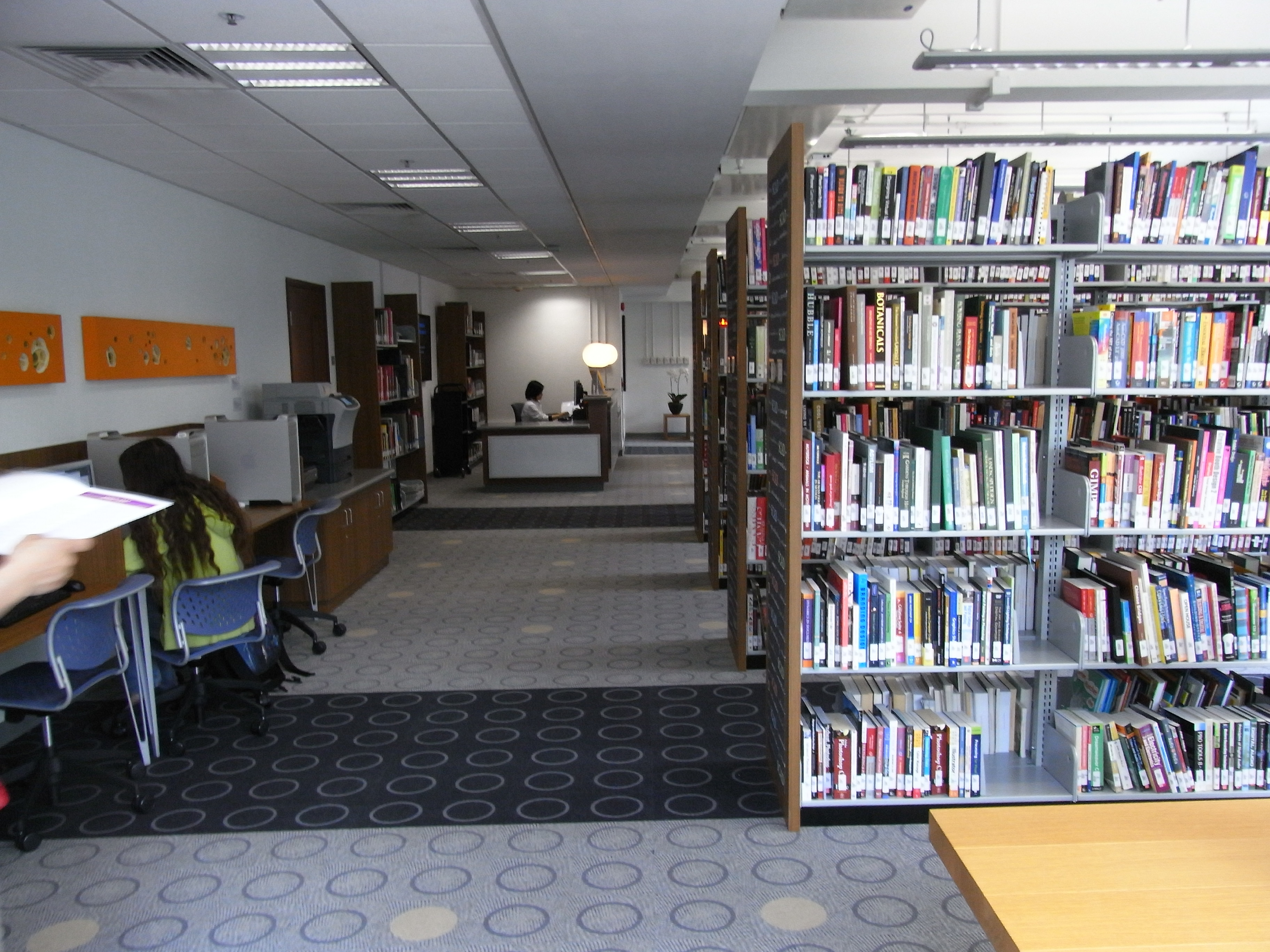
圖書館
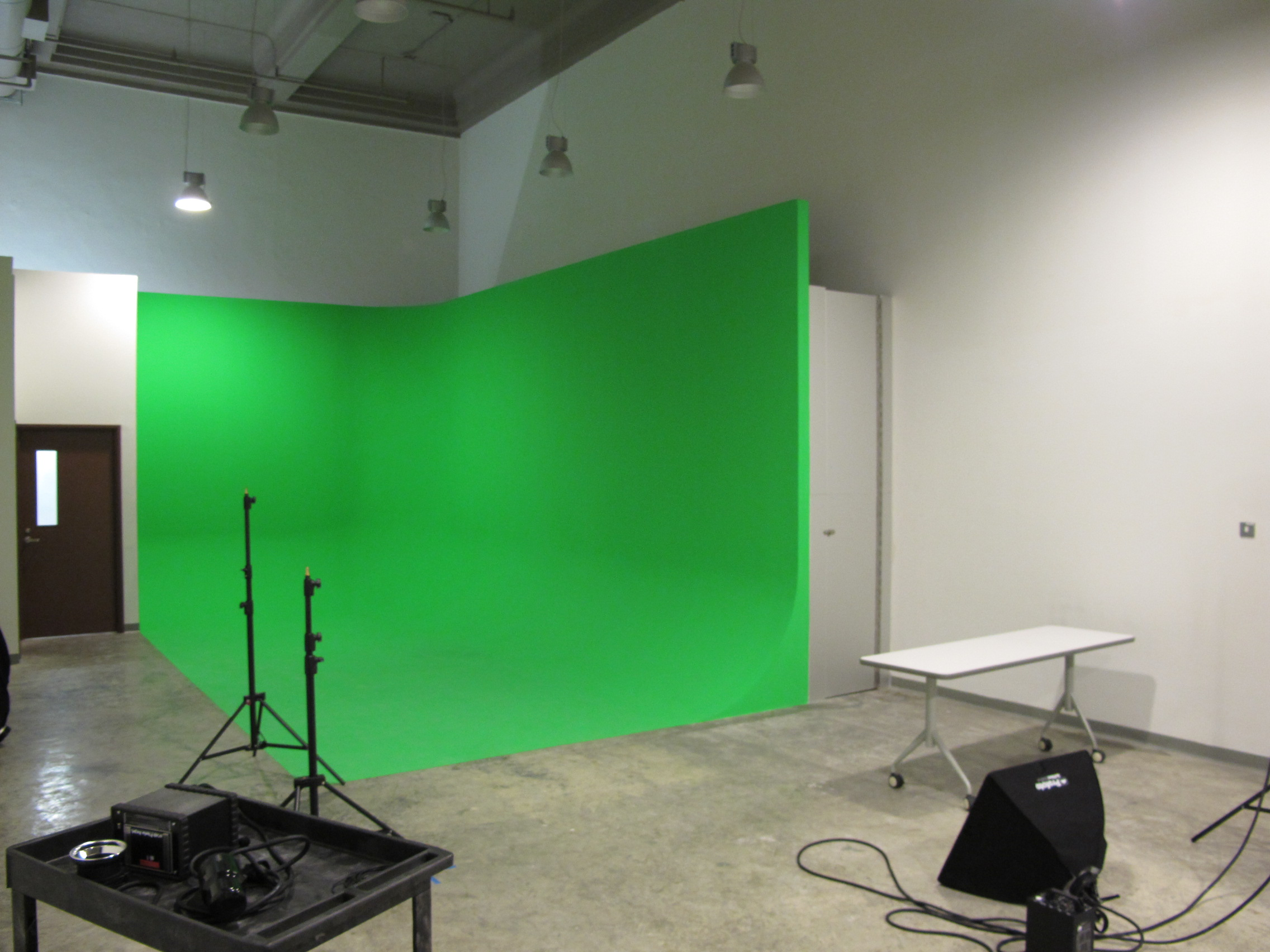
綠幕攝影棚
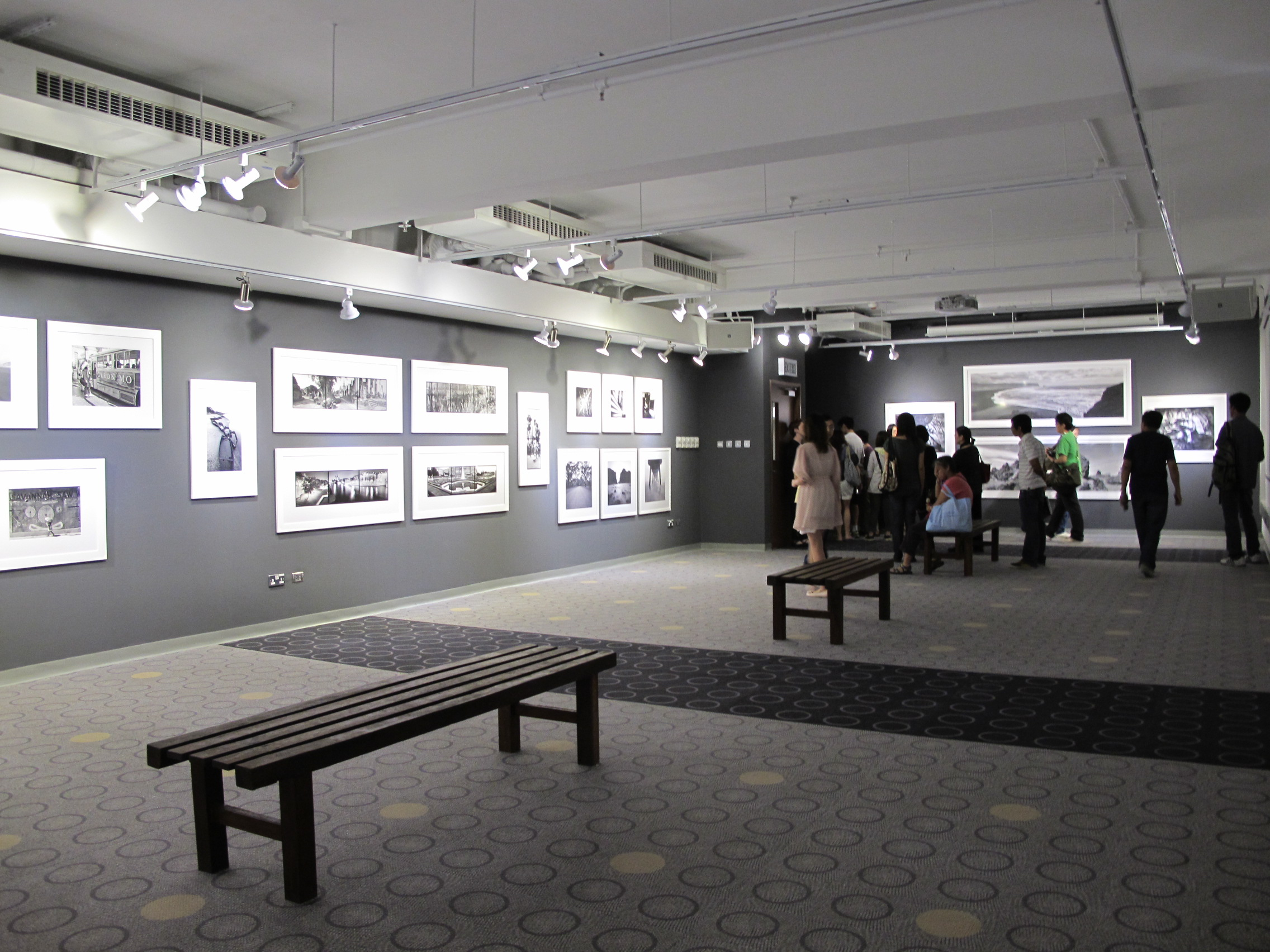
展覽廳

2020年3月13日，由於學院方面不打算繼續經營香港分校，於2020年6月1日起停辦，租約至同年7月31日屆滿後不再續約。學生可選擇前赴美國分校繼續就讀。校舍將交還發展局。同年9月政府將法院納入第六期活化計劃，並收到超過100間機構報名出席導賞團。古物古蹟辦事處希望新申請人將部分地方還原，讓歷史意義呈現。包括舊警車車房前往羈留室的走廊被加建為廁所和二號法庭被改建為後期製作工作室。
到2022年12月8日，發展局公佈香港善導會獲選，將設立本港首間「普及司法教育中心」及「地區情懷特色站」，當中包括虛擬實境技術的體驗館，讓公眾了解法制，同時設有餐飲、特式小店和及研習設施，最快2026年開始營運。政府將預留約1億6千萬元資助復修工程，另外撥款約500萬元作初期營運開支。善導會副會長、前高等法院法官李瀚良指該中心可以推廣司法教育和維護法治。

## 鄰近
- 賽馬會創意藝術中心
- 美荷樓
- 西九龍中心
- 嘉頓中心
- 窩仔山
- 石硤尾邨
- 白田邨
- 南山邨
- 大坑東邨
- 大坑西邨
- 樂年花園
- 李鄭屋漢墓博物館

## 外部連結
维基共享资源上的相關多媒體資源：北九龍裁判法院
22°20′07″N 114°09′46″E / 22.3354°N 114.1628°E